# Moitessieria calloti
Moitessiera calloti
Espèce
Statut de conservation UICN

 VU D2 : Vulnérable
Moitessiera calloti est une espèce de mollusques de la famille des Moitessieriidae.

## Distribution
Cette espèce est endémique de l'Ardèche. Elle n'est connue que de Lagorce.